# Касуга (фрегат)
«Касуга» (яп. 春日, буквально «весеннее солнце») — колёсный пароходофрегат японского флота.
Построен в 1862—1863 годах в Каусе, Великобритании, по заказу китайского правительства, войдя в состав так называемой «флотилии Осборна». Корабль не был принят заказчиком и в конечном итоге в 1867 году его перепродали княжеству Сацума, где он получил имя «Касуга-мару». В составе флота Сацума пароходофрегат прошёл через всю войну Босин, приняв участие в боях в проливе Ава, заливе Мияко и Хакодатэ.
После завершения реставрации Мэйдзи в 1870 году корабль вошёл в состав японского императорского флота под именем «Касуга», где прослужил ещё четверть века. В 1894 году его исключили из списков, а в 1902 году отправили на слом.

## Строительство и конструкция
«Цзянсу» был построен по заказу Цинского правительства верфью «Джон Сэмюэл Уайт» в Каусе, Великобритании. Корабль был заложен в 1862 году, а 5 марта 1863 года был спущен на воду. В мае вышел на испытания и в том же году закончен постройкой.
«Цзянсу» представлял собой двухтрубный колёсный пароходофрегат. Корпус был деревянным с диагональным набором, три мачты несли парусное вооружение баркентины (на фок-мачте поднимались прямые паруса, на грот-мачте и бизань-мачте косые). Энергетическая установка была произведена фирмой «Дэй энд ко» в Саутгемптоне и включала горизонтальную паровую машину одинарного расширения с качающимся цилиндром на 300 л. с. (220 КВт) и четыре котла. На испытаниях в мае 1863 года он развил по британским данным 16,9 узла, что было выдающейся для того времени скоростью. Исходное артиллерийское вооружение включало два 68-фунтовых и четыре 18-фунтовых гладкоствольных дульнозарядных орудия.

## История службы

### В китайском флоте
После окончания постройки «Цзянсу» стал флагманом так называемой «флотилии Осборна», первого корабельного соединения Цинского флота из современных боевых единиц, созданного под конец восстания тайпинов. Корабли были укомплектованы британскими офицерами — первым командиром «Цзянсу» стал коммандер Форбс. Флотилия Осборна прибыла в Китай в сентябре 1863 года, однако британцы не смогли достичь понимания с цинскими властями по поводу как конечной стоимости построенного для них флота, так и вопроса организации и подчинения флотилии. В связи с этим корабли было решено продать. «Цзянсу» на время пребывания в Китае был переименован по требованию заказчика в «Чжэньу» — буквально «Приводящий в подчинение провинцию Цзянсу». Отправленный в Индию «Цзянсу» простоял до конца Гражданской войны в США в Бомбее и в 1865 году был выкуплен Форбсом, который в 1866 году выставил его вместе с кораблём «Амой» на продажу. 3 ноября 1867 года в Нагасаки пароходофрегат был продан аристократу Мацуката Масаёси из княжества Сацума за 160 тысяч рё (около 250 тысяч американских долларов по курсу 1867 года).

### В японском флоте
После покупки корабля по настоянию старейшин клана Симадзу даймё княжества Сацума Симадзу Тадаёси распорядился использовать его как транспорт. Это привело к конфликту с Масаёси, рассматривавшего бывший «Цзянсу» именно как боевой корабль. В конечном итоге даймё согласился вооружить пароходофрегат, получивший имя «Касуга-мару» (яп. 春日丸, букв. «круглое весеннее солнце»), сделал его флагманом своего флота и назначил командиром Акацуку Гэнроку. На корабль были установлены одно 100-фунтовое, четыре 40-фунтовых и два 12-фунтовых гладкоствольных дульнозарядных орудия, экипаж возрос до 147 человек, скорость под машиной по японским данным была не более 9 узлов.
В составе флота Сацума «Касуга-мару» принял участие во всех основных сражениях на море в войне Босин. Младшим артиллеристом на нём с 3 января 1868 года служил Того Хэйхатиро, будущий адмирал флота. В январе 1868 года «Касуга-мару» был блокирован в заливе Хёго группой кораблей флота сторонников сёгуната. При прорыве в ночь на 28 января он замечен и преследовался кораблём «Кайё-мару» вплоть до пролива Ава, где произошла скоротечная перестрелка между ними на удалении 1,5-2,5 км без попаданий с обеих сторон. «Касуга-мару» после боя ушёл в столицу Сацумы Кагосиму.
В марте 1869 года пароходофрегат в составе флота сторонников императора прибыл на Хоккайдо для борьбы с остатками сил сёгуната, создавшими республику Эдзо. 6 мая 1869 года он участвовал в бою в заливе Мияко, ведя артиллерийский огонь по колёсному корвету сепаратистов «Кайтэн», пытавшегося взять на абордаж флагманский броненосец «Котэцу», и вынудив его отступить. С 4 по 10 мая «Касуга-мару» входил в состав флота лоялистов при заключительном сражении в заливе Хакодатэ, в ходе которого флот республики Эдзо был разгромлен.
27 ноября 1870 года пароходофрегат был зачислен в списки новообразованного японского императорского флота и получил новое имя «Касуга» (яп. 春日). В 1872 году на его борту в Корею прибыло посольство, не принятое затем ваном Коджоном. Кораблём тогда командовал Ито Тосиёси. В 1874 году «Касуга» под командованием Иноуэ Ёсики участвовал в неудачном походе на Тайвань. В 1875 году после инцидента у острова Канхвадо корабль вёл блокаду корейского порта Пусан.
2 февраля 1894 года «Касуга» был исключён из списка боевых кораблей и передан минной группе на острове Цусима. В дальнейшем он использовался как вспомогательное судно. В 1902 году бывший пароходофрегат отправили на разборку.